# Sedum chloropetalum
Sedum chloropetalum es una especie de la familia de las crasuláceas, comúnmente llamadas, siemprevivas, conchitas o flor de piedra (Crassulaceae), dentro del orden Saxifragales en lo que comúnmente llamamos plantas dicotiledóneas, aunque hoy en día se agrupan dentro de Magnoliopsida. El nombre del género significa “sedentario” o “estar sentado”, esto probablemente por sus hábitos de crecimiento; el nombre de la especie hace referencia al color característico de los pétalos.

## Clasificación y descripción
Planta de la familia Crassulaceae. Planta arbustiva, erecta, hasta de 75 cm de altura, ramas papilosas extendidas hasta de 1 m de largo; hojas espatuladas a elíptico-oblongas, alternas, con el ápice redondeado, cortamente espolonadas en la base de 329 mm de largo, 3-8 mm de ancho, verde amarillentas, inflorescencia terminal en cima hojas del tallo; flores sésiles o con corto pedicelo de 1-3 mm, sépalos oblongos, obtusos, de 2.5-6.5 mm de largo, pétalos verde amarillento, con estrías rojas; nectarios amarillos. Cromosomas n= 29.

## Distribución
Endémica de México, en el estado de Oaxaca, restringida a la localidad tipo; localidad tipo: Oaxaca: Portillo de Zeta, cerca de Santo Tomás Teipan, al suroeste de Tehuantepec.

## Hábitat
Con base en ejemplares de herbario, habita en bosque.

## Estado de conservación
No se encuentra catalogada bajo algún estatus o categoría de conservación, ya sea nacional o internacional.